# The Ten: Take
The Ten: Take es una película estadounidense de drama y familiar de 2014, dirigida por Kevan Otto, que a su vez la escribió junto a André van Heerden, musicalizada por Stu Goldberg, en la fotografía estuvo Bryan Koss y los protagonistas son John Ratzenberger, Lorenzo Lamas y Julia Parker, entre otros. El filme fue realizado por KKO Productions (II) y Parkside Pictures.

## Sinopsis
El detective Broadly, que abandonó la fe hace mucho tiempo, es designado para averiguar acerca de la desaparición del plato de colecta de una iglesia. En el momento que un fiel dice haber tomado la plata, la declaración revive sus ideas sobre dios.